# Каварта-Лейкс
Каварта-Лейкс (англ. City of Kawartha Lakes) — город, объединённый муниципалитет, в центральной части провинции Онтарио (Канада). Это муниципалитет, юридически соответствующий городу; однако Каварта-Лейкс по размеру соответствует типичному округу в Онтарио и в основном представляет собой сельскую местность. Это второй по площади одноуровневый муниципалитет в Онтарио (после Грейтер-Садбери).
Основными населёнными пунктами муниципалитета Каварта-Лейкс являются общины Бобкейджон, Фенелон-Фоллс, Линдси, Омеми и Вудвилл.

## История
Район озёр Каварта расположен на традиционной территории индейцев анишинаабе, гурон-вендат, а с недавнего времени — ирокезов (хауденосауни). Название города происходит от озёр Каварта. Каварта — это англицизация названия Ка-ва-та (от Ka-wa-tae-gum-maug или Gaa-waategamaag), которое было придумано в 1895 году Мартой Ветунг из племени индейцев Кривого озера. По словам Ветунг, на языке анишинаабе оно означало «земля отражений». Позднее для привлечения туристов название было изменено на Каварта, что означает «яркие воды и счастливые земли».
До преобразования в город эта территория была известна как округ Виктория. Город был создан в 2001 году во время «революции здравого смысла» правящей в провинции Прогрессивно-консервативной партии. Согласно провинциальному законодательству, бывший округ Виктория и входящие в его состав муниципалитеты были объединены в одно образование под названием город Каварта-Лейкс.
Этот закон был реализован Комиссией по реструктуризации округа Виктория, возглавляемой комиссаром Гарри Китченом. Несмотря на протесты со стороны жителей района, провинциальное правительство одобрило объединение, которое официально вступило в силу 1 января 2001 года.
С небольшим перевесом (51 % за, 49 % против) жители Каварта-Лейкс проголосовали за де-амальгамацию (разъединение) на местном плебисците в ноябре 2003 года, но после голосования провинциальное и муниципальное правительства не предприняли никаких шагов для инициирования де-амальгамации.

## Демография

### Динамика численности населения
| Перепись населения Канады — профиль населённого пункта Каварта-Лейкс | Перепись населения Канады — профиль населённого пункта Каварта-Лейкс | Перепись населения Канады — профиль населённого пункта Каварта-Лейкс |
|                                                                      | 2016                                                                 | 2011                                                                 |
| -------------------------------------------------------------------- | -------------------------------------------------------------------- | -------------------------------------------------------------------- |
| Население                                                            | 75 423 (+3 % с 2011 года)                                            | 73 219 (-1,8 % с 2006 года)                                          |
| Площадь                                                              | 3084,38 км2                                                          | 3083,06 км2                                                          |
| Плотность населения                                                  | 24,5/км2                                                             | 23,7/км2                                                             |
| Средний возраст                                                      | 46,7 (М: 45,8, Ж: 47,6)                                              | 48,4 (М: 47,6, Ж: 49,2)                                              |
| Всего частных жилых домов                                            | 38 444                                                               | 37 161                                                               |
| Медианный доход домохозяйства                                        |                                                                      | $69 465                                                              |
| Источники: 2016, 2011, ранее                                         |                                                                      |                                                                      |

По данным переписи 2016 года, население городского района Линдси составляло 20 713 человек по сравнению с 20 291 в 2011 году.
| Перепись | Население | Изменение (%) |
| -------- | --------- | ------------- |
| 2016     | 20 713    | ▲24,1 %       |
| 1991     | 16 696    | ▲22,8 %       |
| 1981     | 13 596    | ▲6,7 %        |
| 1971     | 12 746    | ▲11,8 %       |
| 1961     | 11 399    | ▲18,7 %       |
| 1951     | 9603      | ▲15,1 %       |
| 1941     | 8345      | ▲11,2 %       |
| 1931     | 7505      | ▼1,5 %        |
| 1921     | 7620      | ▲9,4 %        |
| 1911     | 6964      | ▼0,6 %        |
| 1901     | 7003      | ▲15,2 %       |
| 1891     | 6081      | ▲19,7 %       |
| 1881     | 5080      | ▲25,5 %       |
| 1871     | 4049      | n/a           |

### Место по численности населения
- Национальный ранг по численности населения (2016)[англ.]: 73
- Ранг провинции по численности населения (2016)[англ.]: 33

### Этнокультурная и расовая статистика
Включены только те этнические группы, которые составляют более 1 % населения. Обратите внимание, что опрошенные могли сообщить о более чем одной группе.
- англичане: 45,2 %
- канадцы: 35,0 %
- ирландцы: 27,6 %
- шотландцы: 20,3 %
- французы: 10,4 %
- немцы: 9,4 %
- голландцы: 6,3 %
- индейцы: 2,9 %
- валлийцы: 2,6 %
- поляки: 2,2 %
- итальянцы: 2,2 %
- украинцы: 2,2 %
- выходцы с Британских островов: 2,0 %
- венгры: 1,0 %
- коренные жители: 2,9 %
- неевропейские этносы: 1,6 %

| Перепись населения Канады 2006                    | Перепись населения Канады 2006                    | Население | % от общего населения |
| ------------------------------------------------- | ------------------------------------------------- | --------- | --------------------- |
| Группа неевропейских этносов                      | азиаты Южной Азии                                 | 365       | 0,5%                  |
| Группа неевропейских этносов                      | китайцы                                           | 95        | 0,13%                 |
| Группа неевропейских этносов                      | чёрные                                            | 250       | 0,34%                 |
| Группа неевропейских этносов                      | филиппинцы                                        | 55        | 0,07%                 |
| Группа неевропейских этносов                      | латиноамериканцы                                  | 70        | 0,1%                  |
| Группа неевропейских этносов                      | арабы                                             | 45        | 0,06%                 |
| Группа неевропейских этносов                      | юго-восточные азиаты                              | 20        | 0,03%                 |
| Группа неевропейских этносов                      | западные азиаты                                   | 0         | 0%                    |
| Группа неевропейских этносов                      | корейцы                                           | 165       | 0,22%                 |
| Группа неевропейских этносов                      | японцы                                            | 25        | 0,03%                 |
| Группа неевропейских этносов                      | Другие неевропейские этносы                       | 50        | 0,07%                 |
| Группа неевропейских этносов                      | Смешанные этносы                                  | 60        | 0,08%                 |
| Общая численность населения неевропейских этносов | Общая численность населения неевропейских этносов | 1195      | 1,63%                 |
| Аборигенная группа                                | Индейцы Канады                                    | 805       | 1,1%                  |
| Аборигенная группа                                | метисы                                            | 420       | 0,57%                 |
| Аборигенная группа                                | Инуиты                                            | 0         | 0%                    |
| Общая численность аборигенов                      | Общая численность аборигенов                      | 1255      | 1,71%                 |
| Белые                                             | Белые                                             | 70915     | 96,66%                |
| Общая численность населения                       | Общая численность населения                       | 73365     | 100 %                 |

## Органы власти
Каварта-Лейкс управляется городским советом, состоящим из мэра и одного советника от каждого городского избирательного округа. С 2001 года до выборов 2018 года было 16 округов и советников, но к выборам 2018 года их стало 8. Мэр и советники избираются на четырёхлетний срок, как это предусмотрено правительством для всех муниципалитетов провинции Онтарио. По состоянию на начало марта 2022 года мэром Каварта-Лейкс был Энди Летхэм.
Для целей избрания представителей на провинциальном и федеральном уровнях город входит в округ Халибертон—Каварта-Лейкс—Брок. Членом провинциального парламента (MPP) является Лори Скотт от Прогрессивно-консервативной партии, избранная в 2018 году. Членом федерального парламента (MP) является Джейми Шмейл от Консервативной партии, избранный в 2015 году.

## Населённые пункты
Ниже приведен список всех бывших инкорпорированных деревень, невключённых территорий и общин, сельских почтовых отделений, в том числе, прекративших свою деятельность после начала доставки сельской почты.
- Анкона-Пойнт[англ.]
- Аргайл
- Арос**
- Эйвери-Пойнт
- Бэддоу
- Бейкер-Трейл
- Баллидафф
- Барклай
- Белвью
- Бетани[англ.]
- Бетел
- Берч Пойнт
- Бобкейджон[англ.]
- Болсовер[англ.]
- Браунсвик
- Бернт-Ривер[англ.]
- Бертон
- Бьюрис-Грин
- Кембрей
- Камерон[англ.]
- Кэмп-Кагавонг
- Кэмпбеллс-Бич
- Кобоконк[англ.]
- Корсонс-Сайдинг
- Коуэнс-Бэй
- Кроуфордс-Бич
- Крессвелл
- Кроссхилл
- Каннингемс-Корнерс
- Далримпл
- Дартмур*
- Дейтония-Бич
- Донгола[англ.]**
- Даунейвилл
- Дансфорд
- Ист-Эмили[англ.]
- Элдон
- Фэйрберн-Корнер
- Фиc-Лэндинг
- Фейр-Милл
- Фелл-Стейшн
- Фенелон-Фоллс[англ.]
- Фингерборд
- Флитвуд*
- Флитвуд-Стейшн**
- Фаулерс-Корнерс
- Фокс-Корнерс
- Фрэнк-Хилл
- Франклин
- Гилсонс-Пойнт
- Гламорган
- Гландайн
- Гленарм[англ.]
- Гленвей-Вилладж
- Грассхилл
- Гринхерст-Турстония
- Хартли**
- Хед-Лейк[англ.]**
- Хикори-Бич
- Хиллхед-Корнерс
- Хорнкасл*
- Айзекс-Глен
- Айлей**
- Джанетвилл
- Джойвиста-Эстейтс
- Кенедон-Парк
- Кеннеди-Бэй
- Кенрей-Парк
- Кенстоун-Бич
- Кистоун-Бич
- Кингс-Варф
- Кинмаунт[англ.]
- Киркфилд[англ.]
- Озеро Далримпл
- Ланкастерский залив
- Лиффорд
- Линден-Вэлли
- Линдси[англ.]
- Литл-Бритайн[англ.]
- Лонг-Бич
- Лонг-Пойнт
- Лорневилль[англ.]
- Лотос
- Маккензи-Пойнт
- Мэллардс-Бэй
- Манилла
- Манверс[англ.]
- Марипоса-Стейшн**
- Марипоса[англ.]
- Маккракинс-Бич
- Макгуайр-Бич
- Маунт Хореб*, **
- Ньюманс-Бич
- Норланд[англ.]
- Оук-Хилл
- Оукден-Пойнт
- Оуквуд
- О’Доннелл-Лэндинг
- Омеми[англ.]
- Оранж-Корнерс
- Палестина**
- Пикерел-Пойнт
- Плезант-Пойнт
- Понтипул[англ.]
- Порт-Гувер
- Паулс-Корнерс
- Рэггед-Рэпидс*, **
- Реаборо
- Ред-Кэп-Бич
- Рохаллион
- Рокби
- Роуздейл
- Садоуа
- Салем-Корнерс[14]
- Сэнди-Пойнт
- Себрайт
- Сильвер-Лейк
- Снаг-Харбор
- Саутвью-Эстейтс
- Сент-Мэри[англ.]**
- Стерджен-Пойнт[англ.]
- Салливанс-Бэй
- Сильван-Глен-Бич
- Тейлорс-Корнерс
- Трейсиc-Хилл
- Юнион-Крик
- Апхилл**
- Валентия[англ.]
- Верулам-Парк
- Виктория-Роуд[англ.]
- Вью-Лейк[англ.]
- Остров Уошберн
- Уотсонс-Сайдинг
- Вудвилл[англ.]
- Йелвертон
- Сион**

Примечание:
* город-призрак
** заброшенные включают: только сельское почтовое отделение (без других местных «общин»), заброшенное после начала доставки сельской почты; заброшенное сельское почтовое отделение с какой-либо местной общиной, которая со временем превратилась в город-призрак; и общины, запланированные во время межевания округа в 1830-х годах, но так и не построенные.

## Климат
В районе Каварта-Лейкс преобладает влажный континентальный климат с тёплым, иногда влажным летом и холодной снежной зимой. Более снежные районы, как правило, расположены ближе к большим озёрам, и в большинстве районов количество снега обычно составляет от 150 см до 200 см в год.
| Показатель                                     | Янв. | Фев.  | Март  | Апр. | Май  | Июнь | Июль | Авг. | Сен. | Окт. | Нояб. | Дек. | Год   |
| ---------------------------------------------- | ---- | ----- | ----- | ---- | ---- | ---- | ---- | ---- | ---- | ---- | ----- | ---- | ----- |
| Абсолютный максимум, °C                        | 13,0 | 13,0  | 24,5  | 30,5 | 33,0 | 34,0 | 36,5 | 36,0 | 33,0 | 27,5 | 21,0  | 18,5 | 36,5  |
| Средний суточный максимум, °C                  | −3,3 | −1,7  | 3,5   | 11,6 | 18,2 | 23,8 | 26,3 | 25,3 | 20,6 | 13,4 | 6,0   | −0,5 | 11,9  |
| Средний суточный минимум, °C                   | −12  | −11,4 | −6,7  | 0,4  | 6,0  | 11,2 | 13,8 | 13,0 | 8,9  | 3,4  | −1,9  | −8,5 | 1,4   |
| Абсолютный минимум, °C                         | −35  | −31   | −31,5 | −15  | −5   | −2   | 4,0  | −0,5 | −4   | −9,5 | −18,5 | −33  | −35   |
| Норма осадков, мм                              | 72,3 | 55,3  | 61,7  | 74,6 | 88,7 | 84,0 | 73,7 | 89,2 | 97,2 | 80,7 | 99,0  | 72,7 | 949,1 |
| Источник: Министерство окружающей среды Канады |      |       |       |      |      |      |      |      |      |      |       |      |       |

| Показатель                                     | Янв.  | Фев.  | Март  | Апр.  | Май   | Июнь  | Июль  | Авг.  | Сен.  | Окт.  | Нояб. | Дек. | Год    |
| ---------------------------------------------- | ----- | ----- | ----- | ----- | ----- | ----- | ----- | ----- | ----- | ----- | ----- | ---- | ------ |
| Абсолютный максимум, °C                        | 11,5  | 11,5  | 24,0  | 29,5  | 32,0  | 34,0  | 36,5  | 36,5  | 32,5  | 27,0  | 21,1  | 17,5 | 36,5   |
| Средний суточный максимум, °C                  | −4,1  | −2,1  | 2,9   | 11,2  | 18,2  | 23,4  | 26,0  | 24,8  | 20,0  | 12,8  | 5,6   | −0,6 | 11,5   |
| Средняя температура, °C                        | −8,4  | −6,8  | −1,8  | 6,0   | 12,5  | 17,7  | 20,3  | 19,2  | 14,8  | 8,2   | 2,0   | −4,4 | 6,6    |
| Средний суточный минимум, °C                   | −12,7 | −11,4 | −6,6  | 0,7   | 6,8   | 11,9  | 14,4  | 13,5  | 9,4   | 3,5   | −1,6  | −8,1 | 1,7    |
| Абсолютный минимум, °C                         | −36,5 | −35   | −30,5 | −14   | −4    | −2,5  | 5,0   | 1,7   | −3,5  | −9,4  | −18,5 | −34  | −36,5  |
| Среднее число солнечных часов в месяц          | 89,4  | 100,8 | 144,2 | 176,0 | 204,0 | 220,4 | 278,5 | 221,1 | 156,2 | 128,7 | 80,0  | 60,1 | 1859,2 |
| Норма осадков, мм                              | 66,8  | 54,9  | 55,7  | 65,2  | 87,3  | 82,6  | 75,8  | 85,7  | 88,2  | 76,6  | 89,8  | 68,5 | 896,9  |
| Источник: Министерство окружающей среды Канады |       |       |       |       |       |       |       |       |       |       |       |      |        |

## Округ Виктория
До 2001 года округ Виктория состоял из 13 отдельных тауншипов и 6 объединённых населённых пунктов, каждый из которых имел свои органы местного самоуправления:

### Тауншипы
- Бексли (Виктория-Роуд, Кобоконк)
- Карден[англ.] (Далримпл)
- Далтон[англ.] (Себрайт, Апхилл, Садоуа)
- Элдон[англ.] (Гленарм, Киркфилд)
- Эмили[англ.] (Омеми, Даунивилль, Фаулерс-Корнерс)
- Фенелон[англ.] (Камерон, Кембрей, Паулс-Корнерс)
- Лакстон, Дигби и Лонгфорд[англ.] (Апхилл, Норланд)
- Лонгфорд[англ.] (в основном необитаемый)
- Манверс[англ.] (Джанетвилл, Бетани, Понтипул)
- Марипоза[англ.] (Оуквуд, Литтл-Бритайн, Манилла)
- Опс[англ.] (Реаборо)
- Сомервилл[англ.] (Кобоконк, Кинмаунт)
- Верулам[англ.] (Дансфорд, Бобкейджон)

Тауншип Лакстон, Дигби и Лонгфорд представляет собой объединение отдельных тауншипов Дигби и Лакстон, а также половины первоначального тауншипа Лонгфорд. Отдельный тауншип Лонгфорд необитаем, хотя и усеян заброшенными посёлками лесорубов. В 2000 году, незадолго до объединения в город Каварта-Лейкс, тауншип Верулам и деревня Бобкайжон были объединены в муниципалитет Бобкайжон/Верулам, а отдельные тауншипы Карден и Далтон были объединены в тауншип Карден/Далтон.

### Инкорпорированные населённые пункты
- Город Линдси[англ.]
- Деревня Бобкейджон[англ.]
- Деревня Фенелон-Фоллс[англ.]
- Деревня Омеми[англ.]
- Деревня Стерджен-Пойнт[англ.]
- Деревня Вудвилл[англ.]

## Транспорт

### Воздушный транспорт
Муниципальный аэропорт Каварта-Лейкс, сертифицированный Министерством транспорта Канады, имеет круглосуточное радиоуправляемое освещение и обеспечивает доступ к ключевым точкам по всей провинции Онтарио. Муниципальный аэропорт Каварта-Лейкс расположен в одной морской миле к северо-западу от Линдси. Он предлагает заправку топливом и может использоваться как частными, так и коммерческими самолётами.

### Водный транспорт
Города и деревни в городе Каварта-Лейкс соединены между собой реками, озёрами и ручьями, по которым лучше всего передвигаться с мая по октябрь. Канал Трент-Северн, который простирается от залива Куинт на озере Онтарио до залива Джорджиан на севере, является частью водных путей города Каварта-Лейкс. Пять шлюзов, Бобкейджон 32, Линдси 33, Фенелон-Фоллс 34, Роуздейл 35 и Киркфилд 36, являются частью Национального исторического заповедника Трент-Северн и находятся в ведении Министерства парков Канады. Кобоконк считается одной из пресноводных вершин Канады, откуда вода течёт в двух разных направлениях. Это самая высокая судоходная точка Канады. В городе Каварта-Лейкс не работают речные трамваи, но здесь можно арендовать лодки и плавучие дома.

### Наземный транспорт
Через город проходят следующие Королевские шоссе:
- Шоссе 7[англ.], часть Трансканадского шоссе
- Шоссе 7А[англ.]
- Шоссе 35[англ.]
- Шоссе 115[англ.]
- Шоссе 7B[англ.] также полностью проходит по городу, следуя вдоль Кент-стрит через Линдси и соединяясь с шоссе 35 на протяжении 800 м.

Дополнительная информация: Список пронумерованных дорог в Каварта-Лейкс.
Через город проходят следующие многоцелевые маршруты:
- Железнодорожная линия Линдси—Питерборо (с востока на запад), часть Трансканадской тропы.
- Железнодорожная линия Бетани—Халибертон (север-юг), известная как железнодорожная тропа Виктории[19].

### Общественный транспорт
Из-за того, что город Каварта-Лейкс в основном расположен в сельской местности, общественный транспорт здесь развит слабо. Город Каварта-Лейкс имеет общественный автобусный транспорт только в городе Линдси (известный как Lindsay Transit), работающий на трёх маршрутах с почасовым обслуживанием с понедельника по субботу с 7 утра до 7 вечера.
21 июня 2015 года пилотный проект сельского автобусного маршрута, обслуживающего часть города Каварта-Лейкс, прекратил свое существование. Автобус останавливался в Линдси, Дансфорде, Бобкейджоне, Фенелон-Фоллс и Камероне.
Большинство школьников добираются до начальной и средней школы на автобусе.

### Автобусные компании
TOK Coachlines (бывшее название CanAr Bus Lines) осуществляет перевозки между Торонто и Галибертоном с несколькими остановками в городе Каварта-Лейкс.

### Железнодорожный транспорт
Последний поезд Канадской национальной железной дороги (CN), проходящий через город Каварта-Лейкс, курсировал на линии Линдсей — Уксбридж, которая прекратила свою работу в 1990 году. Последним пассажирским поездом, проходящим через город Каварта-Лейкс, была автомотриса № 189 VIA 6104, следовавшая из Хэвелока на станцию Toronto Union Station по линиям Канадской Тихоокеанской железной дороги (CP) 14 января 1990 года.
Грузовые поезда CP продолжают курсировать через город Каварта-Лейкс на участке Хэвлок (MP 133.23 — MP 143.22), который проходит через Понтипул (MP 139.1).
Продолжаются обсуждения на высоком уровне, организованные Shining Waters Railway, о возвращении пассажирского железнодорожного сообщения на линию Мидтаун Торонто — Хэвелок с остановкой в Понтипуле.
Трансканадская тропа, проходящая по старой железнодорожной линии от Уксбриджа, по-прежнему рассматривается как возможность пригородного сообщения с Торонто и аэропортом Пирсон от моста на Шоссе 7.

### Службы такси
В городе Каварта-Лейкс есть несколько частных служб такси, лицензированных местными властями.

### Аренда автомобилей
Несколько предприятий и организаций предлагают услуги по аренде автомобилей и фургонов через Car Pool World, включая колледж Флеминга.

## Достопримечательности
- Академический театр
- Малый театр Линдси
- Галерея Линдси
- Мэриборо Лодж: Музей Фенелона
- Горнолыжная зона Devil’s Elbow, Бетани[англ.]
- Пешеходная тропа Ганараска
- Трансканадская тропа, и мост Doube’s Trestle Bridge[28].
- Муниципальный аэропорт Линдси/Каварта-Лейкс[англ.], Линдси[англ.]
- Музей рок-н-ролла в Янгтауне[29]
- Музей Olde Gaol
- Рекреационный коридор Виктории
- Кинотеатр и музей Хайленд, Кинмаунт[англ.]
- Канал Трент-Северн[англ.]

- Шлюз 32: Бобкейджон
- Шлюз 33: Линдси
- Шлюз 34: Фенелон-Фоллс
- Шлюз 35: Роуздейл
- Шлюз 36: судоподъёмник Киркфилд

### Заповедные места
- Провинциальный парк королевы Елизаветы II Wildlands[англ.]
- Провинциальный парк Карден-Алвар[англ.]
- Провинциальный парк Болсам-Лейк[англ.]
- Провинциальный парк Индиан-Пойнт
- Провинциальный парк Эмили
- Заповедная зона Pigeon River Headwaters
- Природоохранная зона Флитвуд-Крик
- Заповедная зона Windy Ridge
- Природоохранная зона Кена Рида
- Природный центр Гаминг[англ.]

## Средства массовой информации
- Kawartha Lakes This Week[англ.] (основан как Lindsay This Week в 1977 году).
- The Kawartha Promoter[30] (новостной журнал, выходящий раз в две недели в Бобкейджоне).
- 91,9 BOB FM (CKLY-FM[англ.]) вещает из Линдси.
- CKLR — радио города Каварта Лейкс вещает из Фенелон-Фоллс[31][32].
- CHEX-TV[англ.] вещает на 12 канале из Питерборо.
- 100.3 LIFE FM, передающееся на частоте 89.3 из Питерборо.
- The Lindsay Post[англ.] (основана в Бивертоне как The Canadian Post в 1857 году, переехала в Линдси в 1861 году. Прекратила издание в 2013 году).
- The Lindsay Advocate (онлайновый и печатный новостной журнал, посвященный социальным и экономическим вопросам).

## Окрестные округа
- Муниципалитет округа Мускока[англ.]
- округ Галибертон[англ.]
- округ Нортумберленд[англ.]
- округ Питерборо[англ.]
- Региональный муниципалитет Дарем
- округ Симко[англ.]